# Бьедов, Дарко
Дарко Бьедов (серб. Дарко Бједов; 28 марта 1989, Книн, Югославия) — сербский футболист, нападающий иранского клуба «Зоб Ахан».

## Карьера
Футбольную карьеру начал в 2007 году в составе клуба «Железничар» Белград.
В 2014 году стал игроком сербского клуба «Инджия».
В 2018 году подписал контракт с клубом «Войводина», за который провел 8 матчей в чемпионате Сербии.
В начале 2019 года свободным агентом перешёл в казахстанский клуб «Атырау». Сыграл в Премьер-лиге 14 игр, забил два гола, но в июле покинул команду, находящуюся в зоне вылета.